# A·M·希德

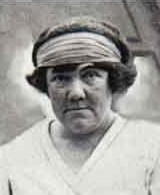
A·M·希德

A·M·希德（A. M. Head，1895年—?），是一名愛爾蘭女子羽球運動員。
1924年及1925年，A·M·希德連續在愛爾蘭羽球公開賽贏得女子雙打冠軍（分別搭檔吉蒂·麥克凱恩與M·霍曼）。1926年，她與維爾蕾特·艾爾頓一起贏得全英羽球錦標賽女子雙打冠軍。1927年，她與戈登·麥克搭檔贏得愛爾蘭羽球公開賽混合雙打冠軍。